# 재필리핀 한국인
재필리핀 교민(在非僑民, 영어: Koreans in the Philippines)은 필리핀에 살고 있는 한국인들 혹은 필리핀에서 태어나 한국계 조상을 둔 이들로 동남아시아에서 가장 크고, 그리고 세계에서 아홉 번째로 큰 한국 동포 사회를 형성하고 있다. 이 수치는 베트남에 있는 동포보다는 많고, 카자흐스탄에 있는 동포보다는 적다.  2013년을 기준으로 대한민국 외교통상부의 통계에 따르면, 이들의 인구는 88,102명으로, 인구의 빠른 성장기였던 2009년에 비해 31%가 감소된 것이다.
필리핀에 살고 있는 많은 대한민국 사람들은 자국에 비해 확연히 낮은 영어 교육과 거주 비용으로 인한 것이다. 따듯한 날씨도 최근의 이주의 파도에 또 다른 요인이기도 하다. 필리핀은 또한 대한민국의 은퇴  이민자와 연금 수령 이민자에게 인기있는 목적지이기도 하다. 필리핀 정부는 활발한 소비를 펼쳐서 지방 경제에 도움이 되기 때문에, 사실상 대한민국에서 은퇴한 한국민에게 정착을 촉진하는 정책을 펼치고 있다. 또한 북한 국민들 중에서 이주 노동자로 입국이 허가되는 경우도 있다.

## 이민의 역사
필리핀으로 이민온 한국인들의 역사는 다섯가지의 단계로 분류될 수 있다. 첫 단계는 제2차 세계 대전 이전까지는 단절된 일부의 개인들이 들어왔다. 신라의 장보고는 8세기에 여러 나라를 방문했다고 전해진다. 그러나 그후 1837년 김대건 신부와 두 명의 기독교인들이 마카오 반란을 피해 필리핀에 들어오기까지 더 이상의 접촉은 없었다. 그들은 그곳에서 공부를 했다.

## 유명인
- 한국계 동포(재외동포)
- 코피노(한국계 필리핀인)
- 박산다라(2NE1)
- 그레이스 리(이경희)
- 라이언 방(방현성)
- 샘 오(오상미)
- 박진리

## 같이 보기
- 필리핀의 민족